# Michał Kirkor (taternik)

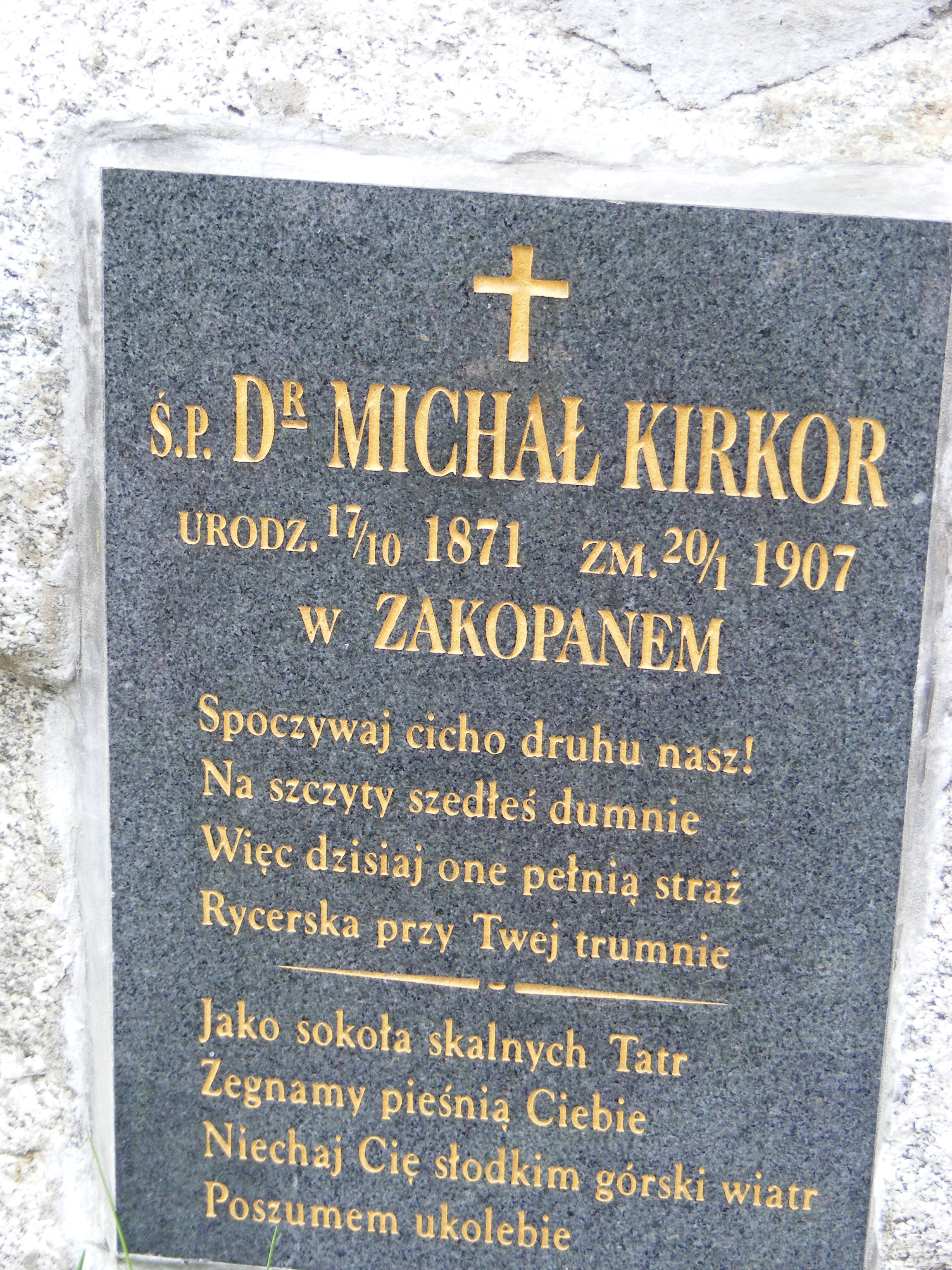
Tablica na grobie Michała Kirkora

Michał Kirkor (ur. 17 października 1871 w Suwałkach, zm. 20 lub  25 stycznia 1907 w Zakopanem) – doktor medycyny, taternik, działacz turystyczny. Zesłaniec syberyjski.
W 1891 r. rozpoczął studia medyczne na Cesarskim Uniwersytecie Warszawskim. W 1892 r. za działalność polityczną i niepodległościową razem z innymi „kilińszczakami” został zesłany na Sybir, do guberni permskiej na Uralu wraz ze swoim rodzeństwem: Dymitrem i Heleną, oraz ich prawną opiekunką i rodzoną ciotką zarazem (siostra matki) znaną w owym czasie społecznicą i publicystką – Celiną Kirkorową (żoną Adama). Była z nimi także Zofia Grabska – siostra Władysława i Stanisława, późniejsza żona Dymitra.
Po powrocie z zesłania w latach 1895–1905 mieszkał w Krakowie. Ukończył medycynę na Uniwersytecie Jagiellońskim i w latach 1898–1904 był asystentem profesorów Napoleona Cybulskiego i Bronisława Kadera przy Katedrze Fizjologii. W 1905, w związku ze stwierdzoną gruźlicą płuc, zamieszkał w Zakopanem. Początkowo pracował jako lekarz w sanatorium Dłuskich w Kościelisku, później, do śmierci, przebywał tam jako pacjent. Był współzałożycielem Stowarzyszenia Bratnia Pomoc, na bazie którego otwarto sanatorium dla niezamożnej młodzieży akademickiej dotkniętej gruźlicą.
W 1899 został członkiem Towarzystwa Tatrzańskiego, w którym w latach 1902–1906 pełnił funkcję członka zarządu (w latach 1903-1905 skarbnika). Przyczynił się do powstania Sekcji Narciarskiej TT. W tym czasie dużo chodził po Tatrach, m.in. z Kazimierzem Tetmajerem. Osobiście zajmował się z ramienia TT znakowaniem pierwszych szlaków turystycznych. W 1901 r. poprowadził w Tatry wycieczkę członków krakowskiego „Sokoła” i opisał ja jako Wycieczka na Łomnicę (1901). W 1902 dokonał (w towarzystwie pierwszego zdobywcy, Kazimierza Brzozowskiego) drugiego wejścia żlebem pomiędzy Giewontem a Małym Giewontem od strony Doliny Strążyskiej, zwanym obecnie Żlebem Kirkora. Wtedy wyznakował również ten szlak.
Grób Kirkora znajduje się na Cmentarzu Zasłużonych na Pęksowym Brzyzku w Zakopanem (kw. L-II-6).